# تاماس كولكسار
تاماس كولكسار (بالمجرية: Kulcsár Tamás)‏ (13 أكتوبر 1982 بدبرتسن في المجر - ) هو لاعب كرة قدم مجري في مركز الهجوم. لعب مع بولونيا وارسو ودوناكانيار-فاك ونادي بودابست ونادي دبرتسني ونادي مول فيدي وLétavértes SC '97 ‏ وBőcs KSC ‏.

## وصلات خارجية
- تاماس كولكسار على موقع قاعدة بيانات كرة القدم.إي يو (الإنجليزية)
- تاماس كولكسار على موقع Soccerway.com (الإنجليزية)